# Kira Kira Killer
《Kira Kira Killer》（日语：きらきらキラー）是Kyary Pamyu Pamyu的特別單曲。限量生產7777張，2014年6月11日由日本華納音樂發售。

## 概要
與前作《Family Party》相隔約2個月。單曲為限定發售7777張，歌曲依照慣例由中田康貴擔任製作人。

## 收錄曲

### CD
全作詞、作曲、編曲：中田康貴
1. Kira Kira Killer（きらきらキラー） 
  - au「auスマートパス『アプリ』」CM歌曲
2. 'Kira Kira Killer' -加長混音版-（きらきらキラー -extended mix-）

## 外部連結
- YouTube上的《Kira Kira Killer》音樂影片